# Schwarze Schildkröte
Die Schwarze Schildkröte oder Xuanwu (chinesisch 玄武, Pinyin Xuánwǔ, Jyutping Jyun4mou5, englisch Black Warrior, bedeutet „schwarzer Krieger“) ist eines der vier Symbole der chinesischen Sternenkonstellationen. Genau genommen ist das ein Fabelwesen, das aus einer Kombination von Schildkröte und Schlange besteht. Das Wesen wird auch Schwarzer Krieger des Nordens (北方玄武,  Běifāng Xuánwǔ) genannt und repräsentiert den Norden und den Winter. 
Die Schwarze Schildkröte der Chinesen wurde auch von Vietnamesen, Koreanern und Japanern übernommen. Auf Japanisch heißt sie Genbu (玄武), auf Koreanisch Hyeon-mu (현무) und auf Vietnamesisch Huyền Vũ.

## Die sieben Häuser der schwarzen Schildkröte
In der chinesischen Astrologie werden den vier Symbolen auf der Ekliptik jeweils sieben Mondhäuser zugeteilt, in denen sich der Mond innerhalb der Woche des entsprechenden Mondviertels jeweils ungefähr einen Tag lang befindet. Die Häuser der Schwarzen Schildkröte sind:
- Kelle (斗,  Dǒu)
- Ochse (牛,  Niú)
- Mädchen (女,  Nǚ)
- Leere (虛,  Xū)
- Giebel (危,  Wēi)
- (Zelt-)Lager (室,  Shì)
- Mauer (壁,  Bì)

## Hintergrund
Im alten China symbolisierten die Schildkröte und die Schlange Langlebigkeit. Während der Zeit der Han-Dynastie wurde viel Schmuck aus Schildkrötenpanzern getragen. Wegen des kulturellen Einflusses auf Japan bezogen sich dort Ehrentitel häufig auf Schildkröten oder auf Bilder von ihnen.
Mit der Zeit entstand eine Legende, der zufolge weibliche Schildkröten sich nur mit Schlangen paaren konnten. Daraufhin wurden Männer, die von ihren Frauen betrogen wurden, als Schildkröten bezeichnet. Deswegen verschwand die Schildkröte als Glückssymbol langsam.